# Berliner Comicbörse
Die Berliner Comicbörse / Berliner Comicmesse ist eine halbjährlich ausgerichtete Comicmesse. Sie findet für jeweils einen Tag im Berliner Ortsteil Tegel in den Tegeler Seeterrassen in der Wilkestraße 1, 13507 Berlin statt. Wichtige Verlage sind ebenso vertreten, die einen Einblick in ihre Arbeit geben, wie auch bedeutende Comiczeichner, die für die Signierung der Comics zur Verfügung stehen. 
Aber auch Comicclubs wie Fanvereinigungen und andere Aussteller unterschiedlicher Art sind auf dieser Messe vertreten.
Eine Besonderheit der Berliner Comicbörse ist das Erscheinen von limitierten Comic-Sonderausgaben, die nur auf dieser Messe erworben werden können.
Seit 1973 wurden in Berlin Veranstaltungen mit dem Namen Berliner Comicbörse durchgeführt. Dabei wechselten im Verlauf immer wieder die Veranstalter der Berliner Comicbörse. Aktuell wird sie von der Toyboxx veranstaltet. 
Zu den letzten Veranstaltungen kamen über 900 Besucher pro Veranstaltungstag.